# Sambava
Sambava è un comune urbano (firaisana) del Madagascar situato sulla costa nord-orientale dell'isola (provincia di Antsiranana).
È capoluogo della regione di Sava e del distretto di Sambava.

## Popolazione
Ha una popolazione di 31 069 abitanti (stima 2005 ).

## Economia

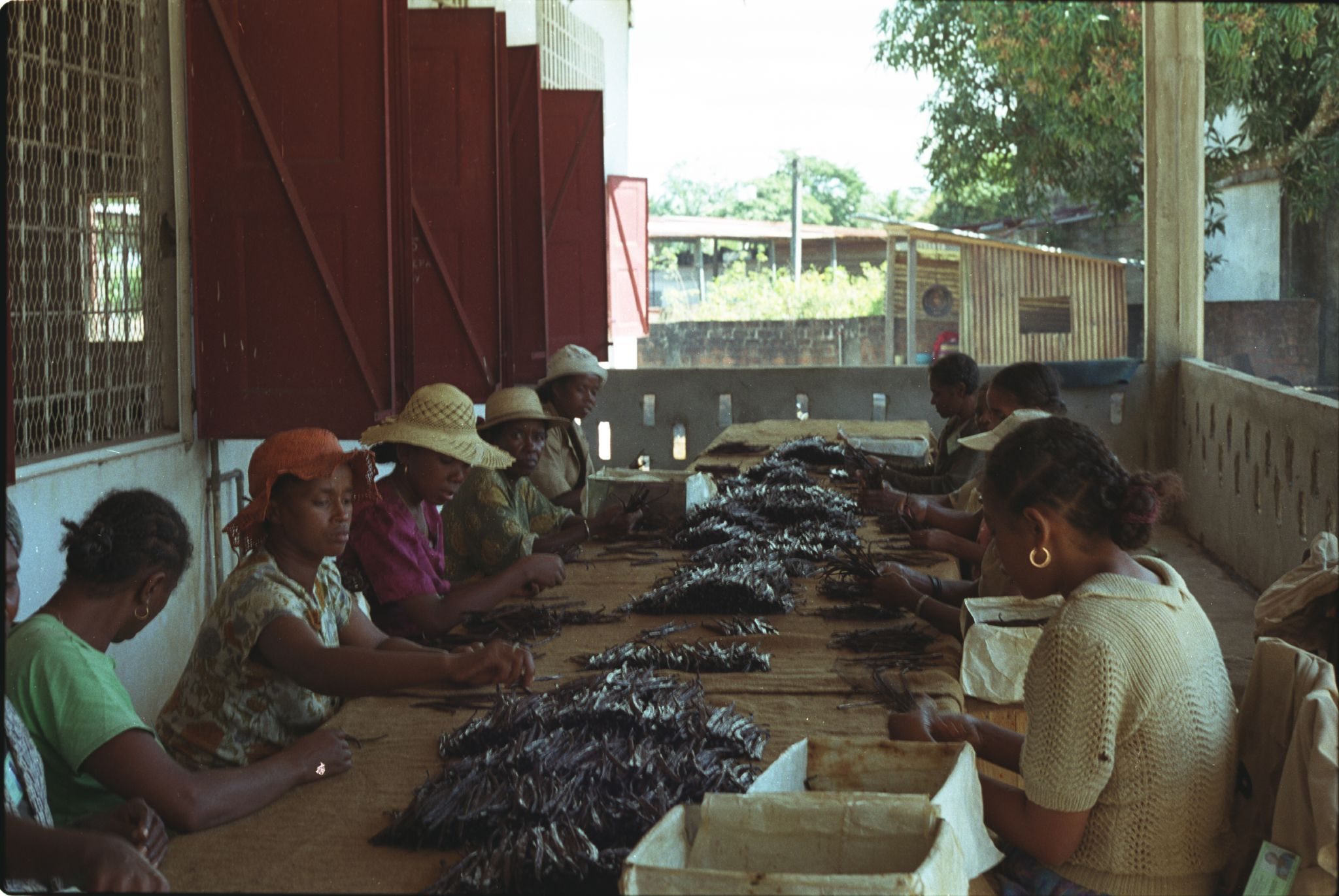
La coltivazione della vaniglia è la principale fonte di reddito di Sambava - nella foto una fase della raccolta.

L'agricoltura è la principale fonte di reddito della città: le colture principali sono la vaniglia, le noci di cocco  e il riso.

## Infrastrutture e trasporti
È sede di un aeroporto civile (codice aeroportuale IATA: SVB).
La route nationale 3b la collega a Andapa mentre la RN 5a la collega verso nord a Vohemar e verso sud a Antalaha.

## Aree protette
Dista 67 km dal parco nazionale di Marojejy.